# Gare de Kremenets
La gare de Krements, (ukrainien : Кременець (станція)) est une gare ferroviaire ukrainienne située dans l'oblast de Ternopil.

## Histoire
Elle fut construite en 1896.